# 肽类激素

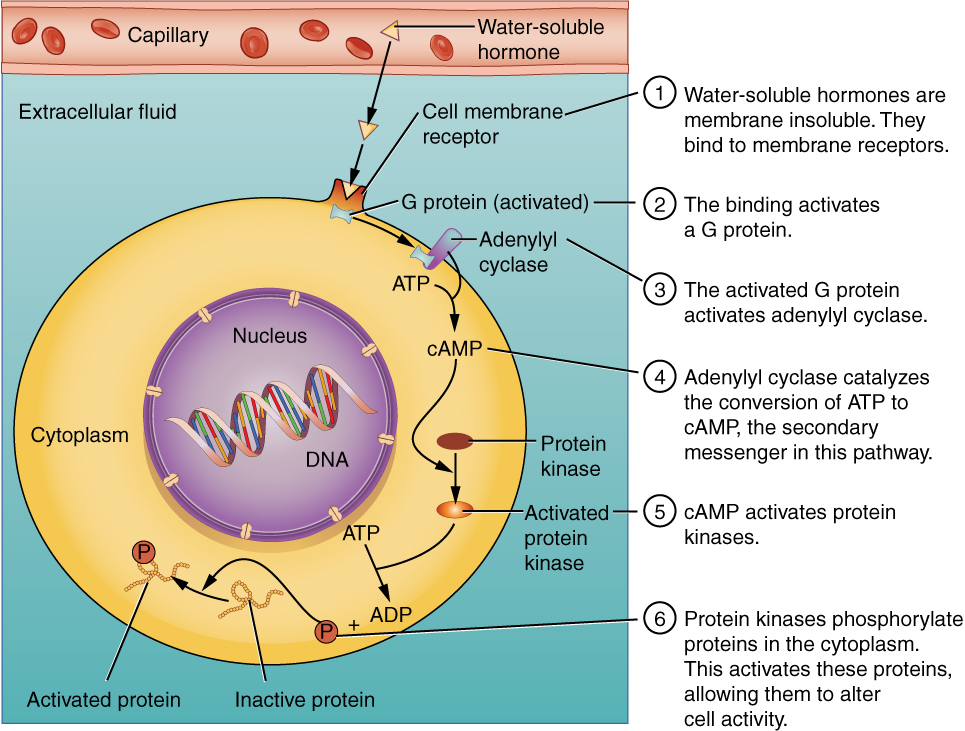
肽类激素与细胞的结合图示

肽类激素（英語：Peptide Hormones）由氨基酸通过肽键连接而成，最小的肽类激素可由三个氨基酸组成，如促甲状腺激素释放激素（英語：Thyrotropin Releasing Hormone，TRH）。多数肽类激素可由十几个、几十个或乃至上百及几百个氨基酸组成。肽类激素的主要分泌器官是下丘脑及脑垂体，在其他一些器官中，如胃肠道、脑组织、肺及心脏中也发现一些内源性肽类激素，多数处于研究阶段。

## 分类
肽类激素按分子量大小分为多肽激素和蛋白质激素，两者无明显界限，一般认为地把分子量高于5000的称为蛋白质激素。

## 制备
肽类激素可用脏器为原料提取或用全合成法制得。大分子的蛋白质激素，目前只能依靠天然来源，20肽左右的多肽激素的全合成法则越来越重要。组合化学是肽类激素药物研究的重要方法。

## 书写
- 在书写多肽的一级结构时，按照国际惯例将氨基酸的英文名缩写，自左至右排列，左为氨基末端(N-末端)，右边为羰基末端(C-末端)。
- 不少多肽类激素独有环状结构，它们通过肽键或通过半胱氨酸的巯基成二硫键而环合，从环状接头的氨基酸作为第一个氨基酸。
- 参见图示

## 性质
- 当构成多肽激素中有多官能团氨基酸时，分子中会有自由氨基、胍基或羧基，此时整个多肽激素表现出有碱性或酸性。有时分子中有巯基、酚羟基存在，可表现出与金属离子螯合的倾向。
- 氨基酸形成肽键后分子中的苯环(如Tyr酪氨酸)或杂环(如Trp色氨酸、His组氨酸)可以表现出紫外吸收，可用以鉴定。组成多肽的天然氨基酸是L-构型，它们有旋光性。
- 多肽激素药物在胃肠道中难以吸收，且会受酶的作用而失活，一般不做口服用药。

## 常见多肽类激素
- 胰岛素 Insulin
  - 由51个氨基酸组成，化学结构
  - 有降血糖作用，用於治疗糖尿病
- 降钙素 Calcitonin
  - 由32个氨基酸组成
  - 可降低血钙，用於治疗骨质疏鬆症
- 人類絨毛膜促性腺素 Human Chorionic Gonadotropin
  - 一种糖蛋白
  - 促性腺激素，用於不孕症、功能性子宫出血、先兆流产及男性性功能减退
- 促黄体激素释放激素(戈纳瑞林) Luteinizing Hormone Releasing Hormone(Gonadorelin)
  - 特异性刺激垂体前葉腺体释放和合成促黄体激素(Luteinizing Hormone)
  - 大剂量时刺激垂体释放和合成促卵泡激素(Follicle-Stimulating Hormone)
- 催产素(缩宫素) Oxytocin
  - 能收缩子宫，促进排卵
  - 用于引产、產後出血和子宫复原及催乳
- 抗利尿激素 Vasopressin
  - 能收缩小动脉和毛细血管，升高血压
  - 用於產後出血、消化道出血及尿崩等
- 促肾上腺皮质激素 AdrenoCorticoTropic Hormone(Corticotropin)
  - 刺激肾上腺皮质合成和分泌皮質類固醇
- 生长激素 Somatopropin
  - 刺激生长，用於内源性生长激素分泌不足的侏儒儿童